# 캠벨 에이시아
캠벨 에이시아(영어: Asia Lee Campbell, 2007년 ~ )는 대한민국과 캐나다 이중국적의 여자 MC이다. 캐나다인 아버지와 한국인 어머니 사이에 부산 용호동에서 태어났다. 용문초등학교와 중학교를 졸업해 현재 고등학교에 재학 중이며 캐나다에 있는 한 대학교에 진학할 예정이다.

## 학력
- 용문초등학교 (2020년 졸업)

## 활동

### 방송
- KBS 2TV《누가누가 잘하나》 공동 진행 (2019.12.19 ~ 2025.8.14)
- KBS 2TV/1TV (어린이 동물티비[1]) 단독 진행 (2021.09.08 ~ 2025.08.15)
- KBS 1TV 《아침마당》 공사창립 기획, 도전 꿈의 무대 (9597회, 2024.2.28)
- KBS 1TV 《TV쇼 진품명품》 쇼감정단 (1471회, 2025.5.4)